# Hepolampi (sjö i Keuru, Mellersta Finland)
Hepolampi är en sjö i kommunen Keuru i landskapet Mellersta Finland i Finland. Sjön ligger 108,1 meter över havet. Arean är 64 hektar och strandlinjen är 7,56 kilometer lång. Sjön  ingår i Kumo älvs huvudavrinningsområde.   Den ligger omkring 57 kilometer väster om Jyväskylä och omkring 230 kilometer norr om Helsingfors. 
I sjön finns öarna Pukkisaari, Iisakinsaari, Papansaari och Pylkänsaari. 